# Dzwonkówka pieniążnicowata
Dzwonkówka pieniążnicowata (Entoloma platyphylloides (Romagn.) Largent) – gatunek grzybów z rodziny dzwonkówkowatych (Entolomataceae).

## Systematyka i nazewnictwo
Pozycja w klasyfikacji według Index Fungorum: Entoloma, Entolomataceae, Agaricales, Agaricomycetidae, Agaricomycetes, Agaricomycotina, Basidiomycota, Fungi.
Po raz pierwszy opisał go w 1954 r. Henri Charles Louis Romagnesi, nadając mu nazwę Rhodophyllus platyphylloides. W 1974 r. David Lee Largent przeniósł go do rodzaju Entoloma. Polską nazwę zarekomendował Władysław Wojewoda w 2003 r.

## Występowanie i siedlisko
W Polsce W. Wojewoda w 2003 r. przytoczył 2 stanowiska. Do 2025 r. nie podano następnych. Na Czerwonej liście roślin i grzybów Polski ma status V – gatunek narażony, który w najbliższej przyszłości prawdopodobnie przejdzie do kategorii zagrożonych wymarciem, jeśli nadal będą działać czynniki zagrożenia.
Grzyb naziemny, prawdopodobnie mykoryzowy. Występuje w liściastych i mieszanych lasach i na terenach zielonych.